# 베키오궁
베키오 궁전(Palazzo Vecchio)은 이탈리아 피렌체에 있는 궁전이다. 시뇨리아 광장에서 바로 보이며, 13세기에 지어졌다. 본래 피렌체 공화정의 중심지였으며, 베키오 궁전이 가지고 있는 오랜 역사만큼 다양한 이름으로 불렸다. 현재 '베키오 궁전'이라는 이름은 메디치 공작가가 아르노강 건너편에 있는 피티 궁으로 옮기며 만들어졌다.

## 역사
1299년, 피렌체의 시민들은 피렌체의 위대함을 과시하기 위한 궁전을 짓기로 결정한다. 베키오 궁전의 건축은 피렌체 대성당과 산타 크로체 성당을 지은 건축가 아르놀포 캄비오에게 맡겨졌고, 곧 건축에 들어갔다. 베키오 궁은 우베르티 가문의 저택 터에 지어졌는데, 조반니 빌라니 (1276–1348)가 쓴, 누오바 크로니카에 따르면, '기벨린 파와 반란군들이 다시는 피렌체에 발붙이지 못하도록 하는 의도'로 지어졌다고 한다.
베키오 궁전은 정육면체의 모습을 띠고 있는데, 거친 돌을 쌓아 만들었고, 고딕 형식의 창이 두 줄로 나있다. 15세기에 미켈로초 미켈로치는 궁전의 디자인에 십자가 부조를 추가적으로 새겨넣었고, 스팬드럴에 돌로 깎은 꽃을 붙여넣었다. 궁전의 위쪽에는 아치로 떠받힌 흉벽이 있는데, 아치 아래에는 피렌체 공화국을 창립한 9명의 선각자들이 새겨져 있다. 이 아치들 중 몇몇 개는 끓는 기름을 흘려보낼 수 있게 하여, 장식용 외에 전투용 기능도 할 수 있게 되어 있었다.
이 거대한 건물 위에는 거대한 시계탑이 94m의 높이를 자랑하며 올라가 있다. 기록에 의하면 아르놀포 캄비오가 고대의 탑을 원형으로 하여 이 탑을 설계하였으며, 이 것이 시계탑이 베키오 궁전의 정중앙에 서있지 않고 약간 측면 부분에 서있는 이유라고 한다. 이 시계탑에는 2개의 작은 방이 있는데, 1435년에 코시모 데 메디치를 구금했고, 1498년에 지롤라모 사보나롤라를 감금했던 곳이다. 시계탑에 박혀있는 거대한 시계는 1353년에 피렌체인 니콜로 베르나르도가 처음 제작했으며, 1667년에 독일 아우구스부르크 출신 게오르크 레더레가 만든 복제품으로 대체되었고 빈첸초 비비아니가 설치하였다. 현재 탑에는 3개의 종들이 있고, 가장 오래된 것은 13세기에 만들어졌다.
코시모 1세 데 메디치 공작 (미래의 대공)은 1540년 5월에 메디치의 위엄을 과시하고 피렌체에서 영향력을 드러내기 위해, 1540년 5월 라르가 거리에 있는 메디치 궁전에서 시뇨리아 궁전으로 거주지를 옮겼다. 후에 코시모가 거주지를 피티 궁으로 옮겼을 때, 원래의 궁전을 이탈리아어로 '옛 궁전'을 뜻하는 베키오 궁전으로 명명하였다. 코시모는 조르조 바사리에게 우피치 궁전을 통해, 베키오 궁전에서 피티궁으로 향하는 베키오 다리 위에 있는 지상 통로인 바사리 통로 건설을 의뢰했다.
베키오 궁전은 이후 한동안 권력의 소용돌이에서 어느정도 벗어나 있었으나, 1865~71년에 피렌체가 통일 이탈리아 정부의 임시 수도가 되고, 정부 기관들이 이 곳에 입주하며 다시 한번 권력의 중심지가 되게 된다. 비록 현재 베키오 궁전의 대부분의 방들이 박물관으로 사용되기는 하지만, 여전히 시의회와 피렌체 시장 관저가 이 곳에 위치함에 따라 피렌체의 행정적 중심지 격인 역할을 수행하고 있다.

## 입구

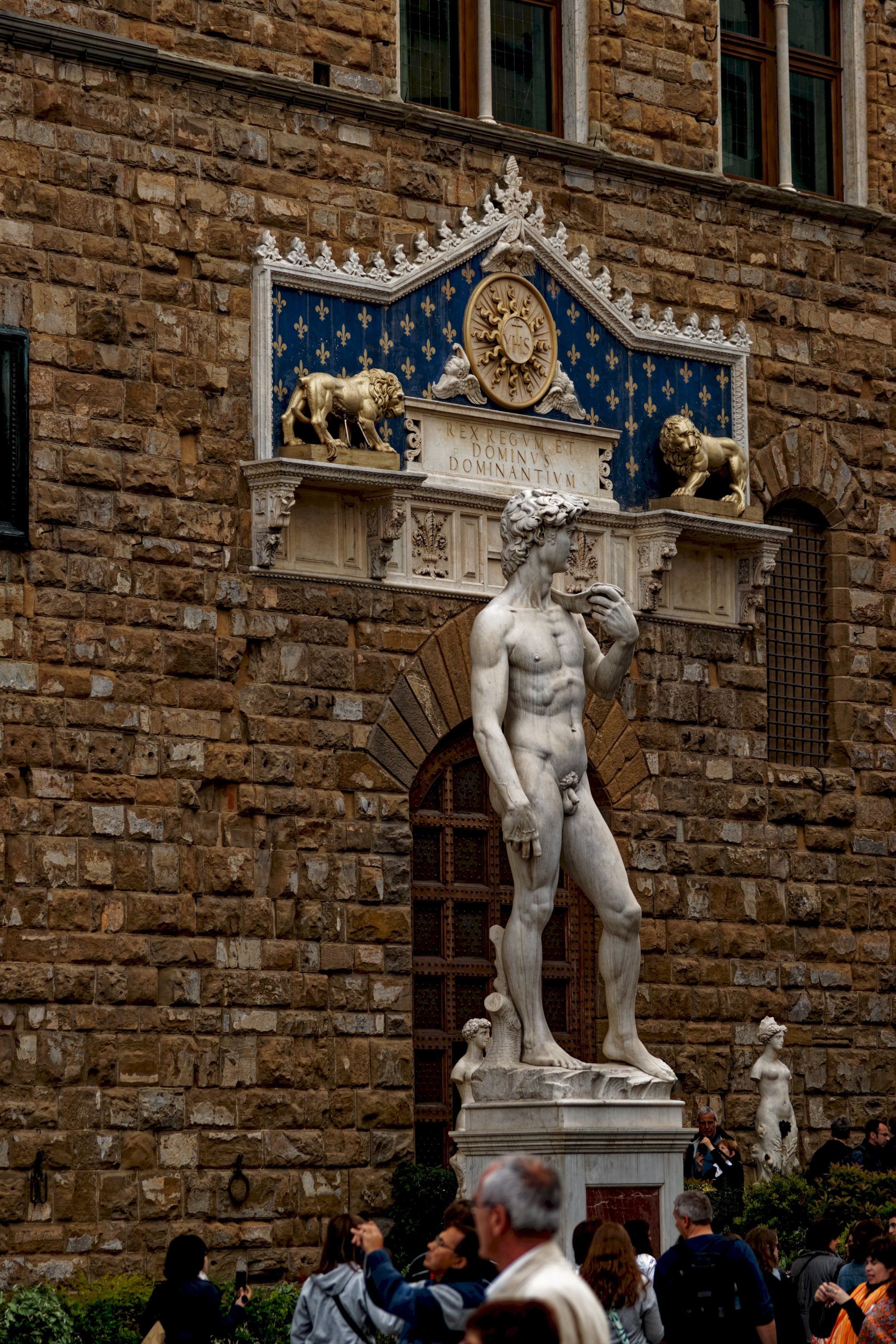
미켈란젤로의 다비드 상

베키오 궁전의 정문에는 다양한 대리석 조각상들이 서있다. 정문 바로 위에는 2마리의 사자가 보좌하고 있는 예수의 상징이 새겨져 있으며, 그 아래에는 이탈리아어로 '왕들의 왕, 군주들의 군주'라는 문장이 새겨져 있다. 1529년에서 1873년에 이 조각상들은 거대한 방패에 의해 가려져 있었다.
미켈란젤로가 만든 다비드 상도 바로 이 곳에 1504년부터 1873년까지 서있었다. 다만 1873년에 조각상을 보호하기 위해 박물관으로 옮겨졌고, 현재 서있는 상은 복제품이다.

## 마당

### 첫번째 마당
이 마당은 1453년에 미켈로초가 설계했다. 주위에는 성당과 길드들이 입주해 있었고, 마당 가운데에는 분수가 있다. 마당을 둘러싸고 있는 벽에는 오스트리아의 도시들을 그린 거대한 프레스코화가 그려져 있는데, 공작가의 결혼식을 기념하여 1565년에 조르조 바사리가 직접 그렸다. 이 중 몇몇 그림들은 시간이 지나며 훼손된 것도 있다.

### 두번째 마당
두번째 마당은 1494년에 지어졌으며, 거대한 기둥들이 주위에 세워져있고, 베키오 궁의 2층에 위치해있다.

### 세번째 마당
세번째 마당은 보통 도시 관리들이 주로 사용하였다.

## 500인의 방

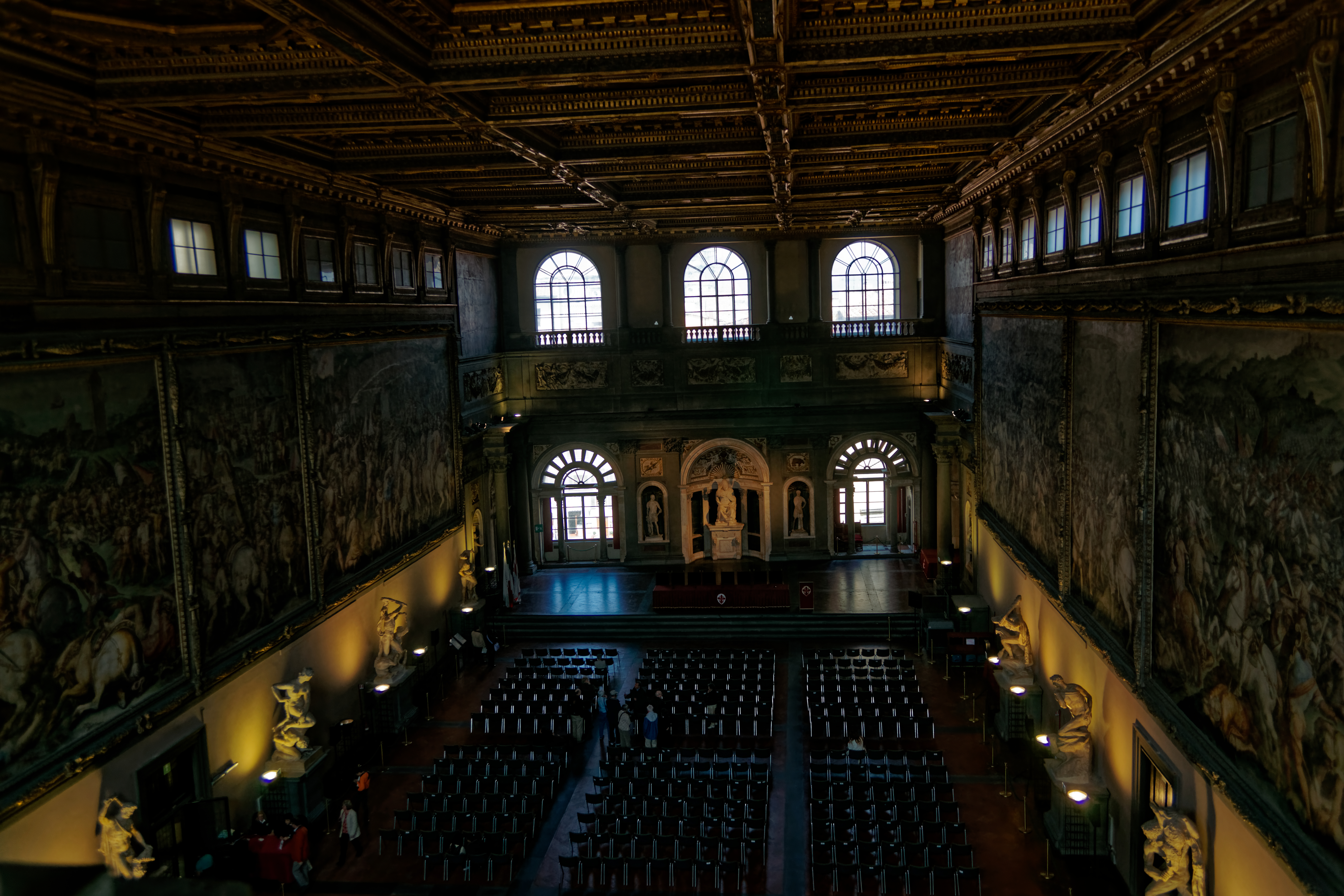
500인의 방

500인의 방은 베키오 궁전에서 가장 중요한 방이다. 세로로 52m, 가로로 23m이다. 도시의 평의회가 이 곳에서 열렸다. 1494년에 사보나롤라가 메디치 가를 쫓아내고 도시의 평의회를 구성하였고, 이 평의회를 500명으로 구성하였기 때문에 이러한 이름이 붙게 되었다.
이 곳에서 바로 레오나르도 다빈치와 미켈란젤로가 최고의 작품을 두고 대결을 벌였다. 당대 최고의 예술가로 칭송받은 두 명의 거장들의 대결이었기 때문에 온 유럽의 관심을 받았다. 다만 다빈치가 시도한 새로운 방법이 물감의 왁스를 제대로 굳게 하지 못했고, 다빈치가 그린 그림이 녹아내림으로써 제대로 된 대결이 이루어지지 못했다. 또한 미켈란젤로가 시스티나 성당에 벽화를 그리기 위해 교황에게 불려가면서 이 대결은 안타깝게도 미완으로 끝나게 되었다.
코시모 1세가 그의 궁정을 확장하기 위해 조르조 바사리에게 이 방을 개축하도록 지시하였다. 이 개축 작업동안, 미켈란젤로가 그린 명화들이 소실되었고, 현재 우리가 볼 수 있는 작품들은 대부분 16세기에 조르조 바사리와 그의 제자들이 그린 그림이다.
500인의 방에는 피렌체 군대가 피사와 시에나 군대를 상대로 우승하는 장면들이 거대한 프레스코화로 그려져있다.
천장에는 조르조 바사리가 직접 그린 39개의 그림들이 붙어 있으며, 코시모 1세의 위대함을 찬양하는 동시에 피렌체의 아름다움을 묘사하고 있다. 천장에 그려진 그림들에는 코시모 1세가 빛과 영광에 둘러싸인 모습으로, 마치 신과 비슷한 모습으로 그려져있다.
방 북쪽에는 연단이 있는데, 이 곳에서 코시모 1세가 외국 대사들과 시민들을 접견할 수 있도록 하였다. 연단 위에는 외국 대사들이 교황을 알현하고 있는 그림이 그려져 있다.

## 프란체스코 1세의 서재
500인의 방 끝에는 창문이 없는 조그만 서재가 하나 딸려있다. 이 방은 바사리가 직접 설계한 매너리즘 형식의 방이다. 이 방의 벽과 벽감들은 모두 아름다운 그림, 조각상들로 가득하며, 대부분의 그림들은 바사리와 그의 제자들이 그린 것으로 4개의 원소(불, 물, 바람, 땅)을 상징한다. 또한 코시모 1세와 그의 아내의 초상화가 걸려있다. 프란체스코 1세는 방에 뚫려있는 조그만 구멍으로 그의 장관들을 감시하였으며, 이 방의 이름은 그의 이름을 따 지은 것이다.
시간이 흐르며 방이 노후화되자, 20세기에 재보수 작업에 들어갔다.

## 궁전의 2층
바사리가 설계한 계단을 따라 올라가면 궁전의 2층에 도달할 수 있다.

### 원소의 방
이 방들은 코시모 1세의 개인 공간들이다

#### 원소들의 방
원소들의 방의 벽에는 우화적인 프레스코화들이 많이 그려져있다.

#### 새턴의 테라스
테라스 위에 그려진 프레스코화 때문에 이러한 이름이 붙었는데, 이 곳에서 피렌체의 아름다운 전경을 볼 수 있다.

#### 헤라클레스의 방
이 방의 이름은 천장에 그려진 헤라클레스의 프레스코화에서 따왔다. 또한 방에 걸려있는 태피스트리에도 헤라클레스의 모습이 그려져있다.

#### 사자의 방
피렌체의 공작들은 이 곳에 사자들을 가두어놓고 키웠다. 공작들은 종종 그들과 싸우거나, 교황이나 외국 대사들이 왔을 때 피렌체의 부를 과시하기 위해 이들을 내보였고, 축제에도 출연시켰다.

#### 주피터의 방
이 방 또한 천장에 있는 주피터의 프레스코화에서 그 이름을 따왔다.

#### 키벨레의 방
천장에는 '키벨레의 승리'와 '사계절'이 그려져 있다. 벽에는 거북 껍질과 청동으로 만든 벽장이 있고, 1556년에 바닥이 완성되었다. 이 곳에서 세번째 마당을 내려다볼 수 있다.

#### 케레스의 방
천장에 그려진 케레스의 모습에서 그 이름을 따왔다.

### 레오노르 데 톨레도의 방
1540년대 초에 코시모 1세가 베키오 궁으로 거주지를 옮기며, 그의 아내였던 레오노르 데 톨레도를 위해 화려한 방들을 만들어주었다.

#### 살라 베르데
이 곳은 레오노르의 침소였으며, 벽의 색깔 때문에 '녹색 방'으로 불렸다.

### 길드들의 방

#### 지도의 방
지도의 방에는 16세기 당시 알려져 있던 모든 지역들이 그려져 있고, 다양한 유물들이 전시되어있다. 베키오 궁에서 가장 유명한 공간들 중 하나이다. 조르조 바사리가 직접 이 공간을 구상하고 설계하였다. '지도의 방'이라는 개념은 당시 중세시대의 서재에서 유래되었다. 중세에는 서재에 귀중한 책, 유물, 수집품들이 있었고, 아름답게 장식된 개인공간으로 사용되었다. 많은 귀족들이 이와 같은 서재를 가지고 싶어했고, 코시모 1세도 예외는 아니었기 때문에 이 방을 짓도록 하였다.
지도의 방에는 르네상스 시대 이전의 유물들도 전시되어 있다. 코시모 1세는 이 곳에 메디치 가문의 수집품들을 전시한 후, 관람객들에게 보여주고 싶었기 때문에 바사리에게 이 공간을 크게 확장할 것을 주문했다. 이에 따라 전시용 나무 벽장들이 만들어졌으며, 아직까지도 이를 찾아볼 수있다.

#### 마키아벨리의 방
이 방은 마키아벨리가 피렌체의 수상이었을 때 사용하던 방이다. 그의 초상화와 흉상이 조각되어 있다.

## 같이 보기
- 푸블리코 궁전 (산마리노)

## 참고 자료
- Bartlett, Kenneth R. (1992). The Civilization of the Italian Renaissance. Toronto: D.C. Heath and Company. ISBN 0-669-20900-7 (Paperback).